# 포르타스고역
포르타스고역(스페인어: Portazgo)은 마드리드 지하철 1호선의 역이다. 마드리드 푸엔테데바예카스 구의 알부페라 대로 지하에 자리해 있으며, 시에라 델 카디 거리와 파야소 포포 거리가 만나는 교차로 지점에 있다. 요금구역상으로는 A구역에 속한다.

## 역사
1962년 7월 2일 1호선 연장구간 개통과 함께 문을 열었으며, 1994년 4월까지 1호선의 시종착역 역할을 하였다. 오늘날에는 바예카스 구장이 옆에 새로 생겨서 이곳을 연고로 한 축구팀 라요 바예카노의 팬들이 자주 찾는 역이 되고 있다. 역명은 이 역이 세워진 포르타스고 계곡에서 따왔다.
2016년 7월 3일부터는 1호선의 도심구간에 해당되는 플라사 데 카스티야-시에라 데 과달루페 구간이 시설정비 공사로 운행을 일시 중단되면서 이곳도 영업을 중단하였다. 9월 이후 아토차 렌페-알토 델 아레날 구간 공사가 마무리되면서 먼저 영업을 재개하였다. 전체 공사는 11월에 마무리되면서 전 구간이 정상운행을 시작하였다.

## 환승 정보
역 주변에는 시내버스 정류장이 두 곳 있다. 두 곳 모두 야간노선도 운영된다.
| 마드리드 지하철                    | 마드리드 지하철       | 마드리드 지하철              |
| ---------------------------------- | --------------------- | ---------------------------- |
| 누에바 누만시아 피나르 데 차마르틴 | 마드리드 지하철 1호선 | 부에노스 아이레스 발데카로스 |